# Chileobryon callicostelloides
Chileobryon callicostelloides là một loài Rêu trong họ Leskeaceae. Loài này được (Broth. ex Thér.) Enroth mô tả khoa học đầu tiên năm 1992.